# Diaptomus pattersonii
Diaptomus pattersonii is een eenoogkreeftjessoort uit de familie van de Diaptomidae. De wetenschappelijke naam van de soort is voor het eerst geldig gepubliceerd in 1838 door Templeton.